# Drymonia pulchra
Drymonia pulchra är en tvåhjärtbladig växtart som beskrevs av Wiehler. Drymonia pulchra ingår i släktet Drymonia och familjen Gesneriaceae. Inga underarter finns listade i Catalogue of Life.